# میکلی
میکلی (به لاتین: Mikkeli) یک شهر، شهرداری و شهرستان در فنلاند است که در ساوونیای جنوبی واقع شده‌است.

## خواهرخوانده
شهرهای وایله، بیکیشچابا، لوگا، اوبلاست لنینگراد، مویساکولا، مولدا و بوروس خواهرخوانده‌های میکلی هستند.

## نگارخانه

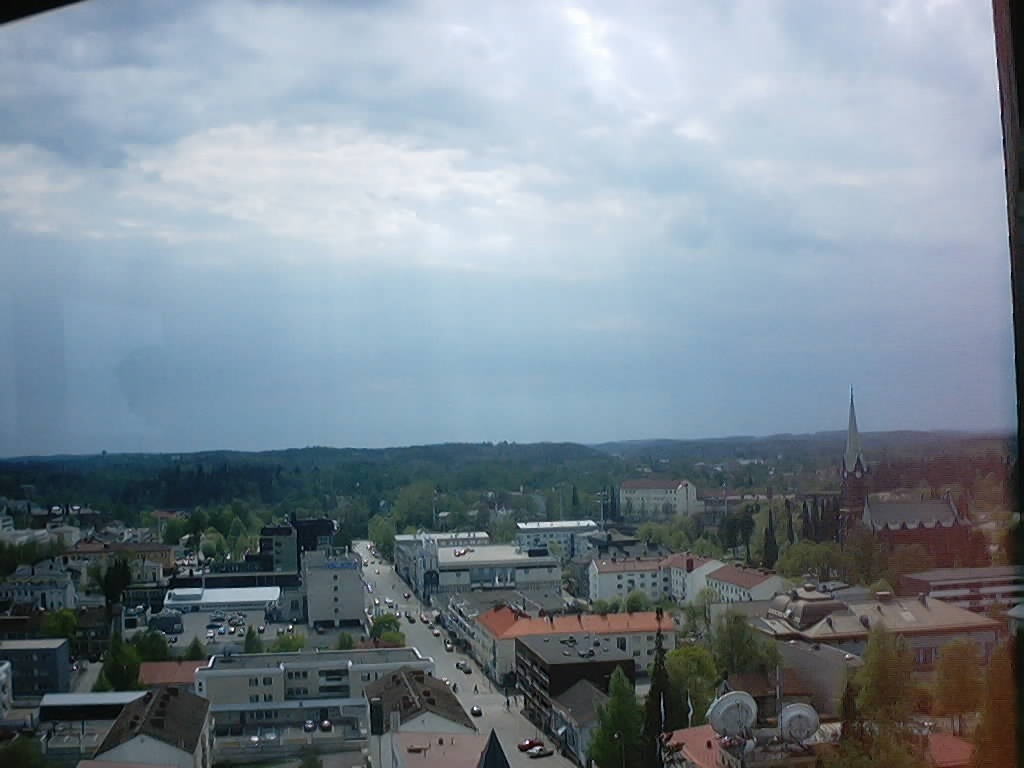
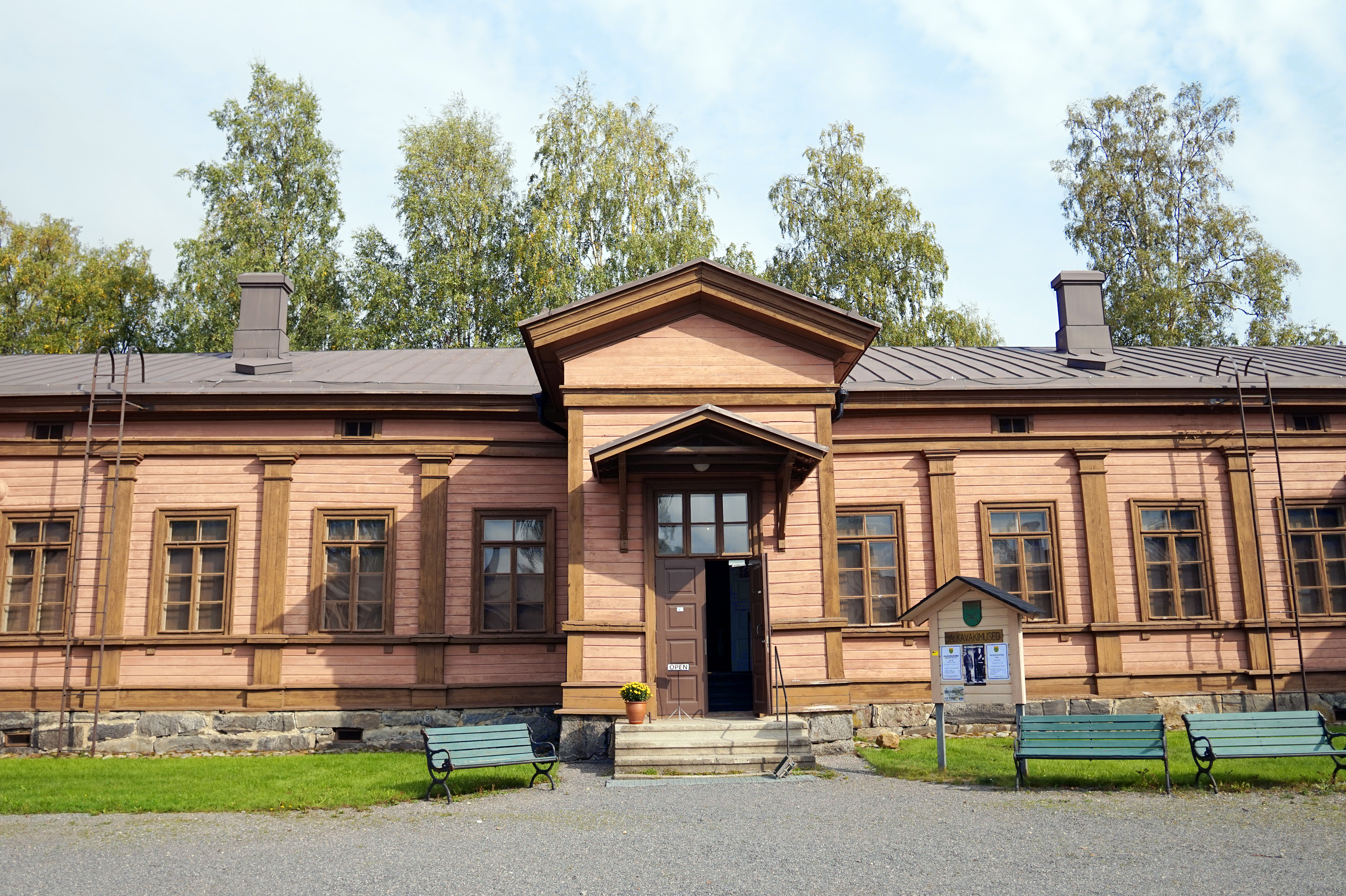
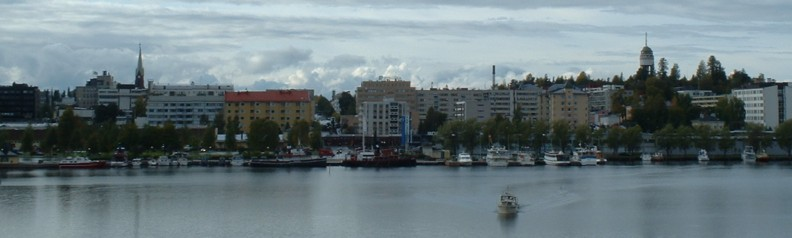
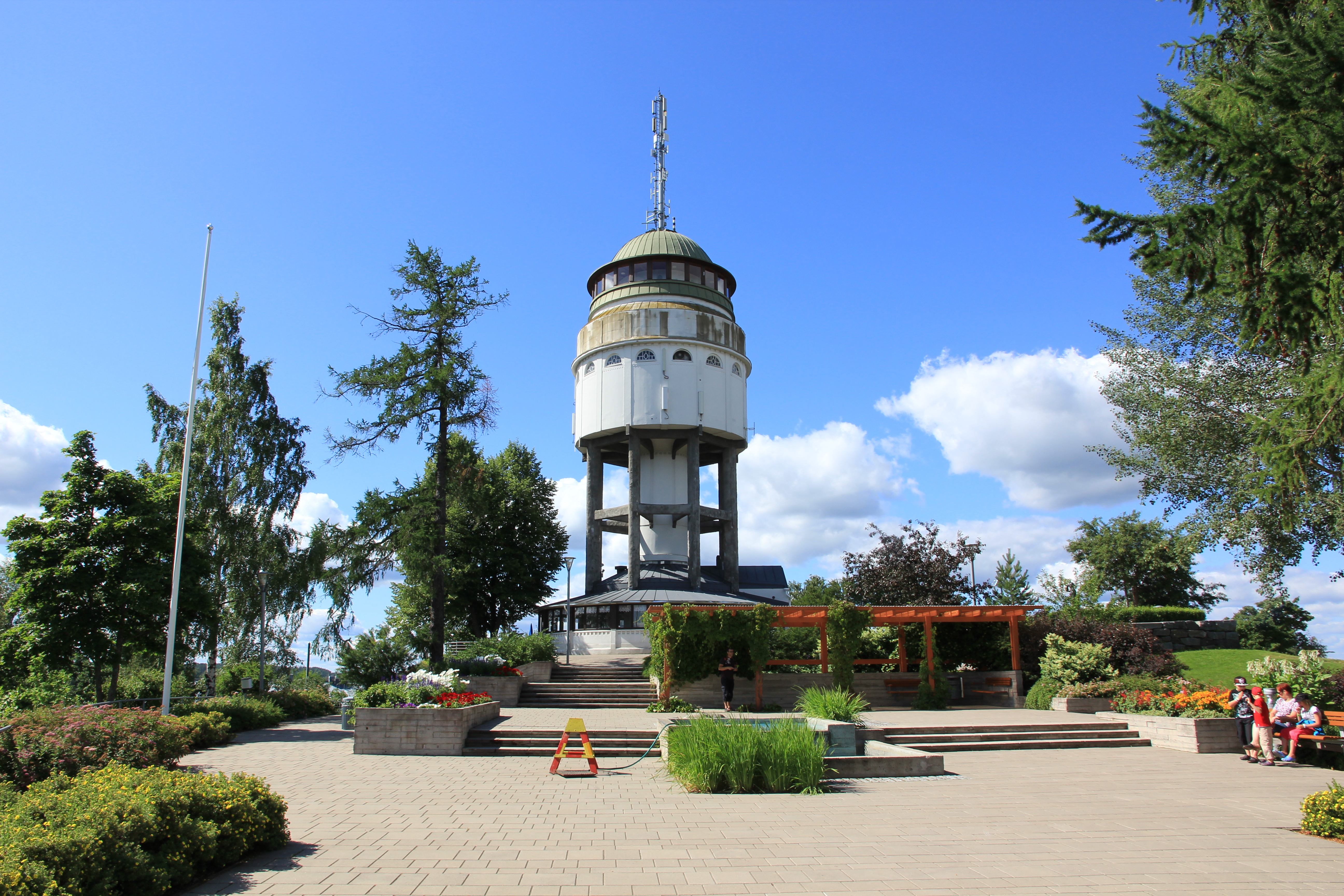
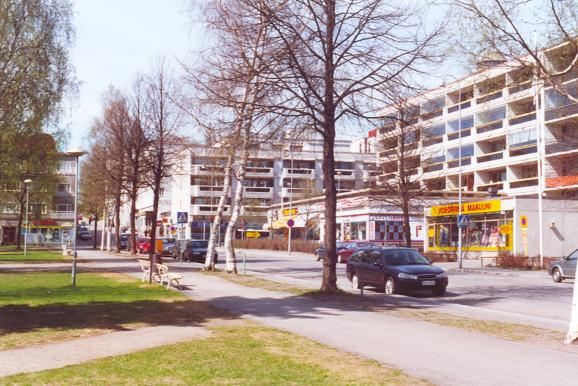
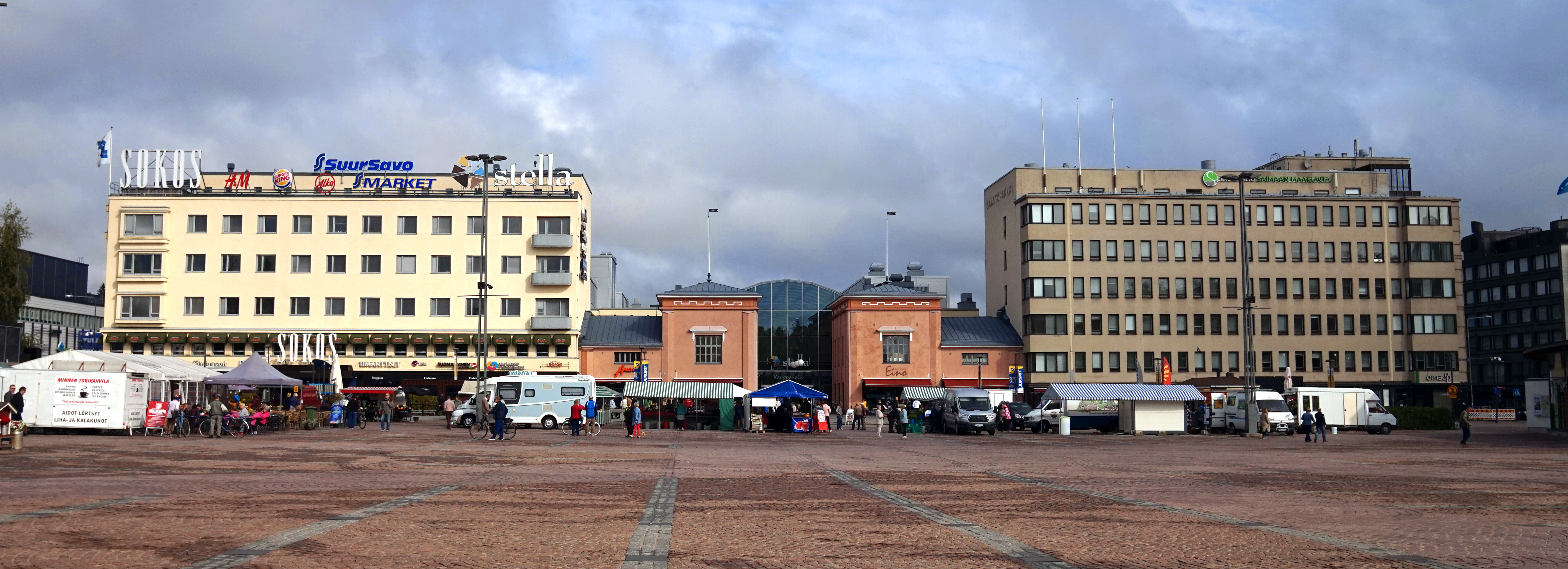
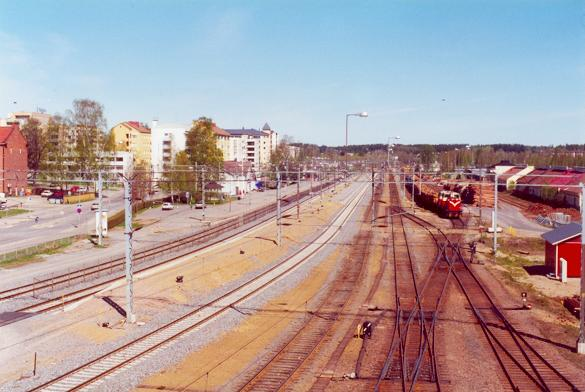
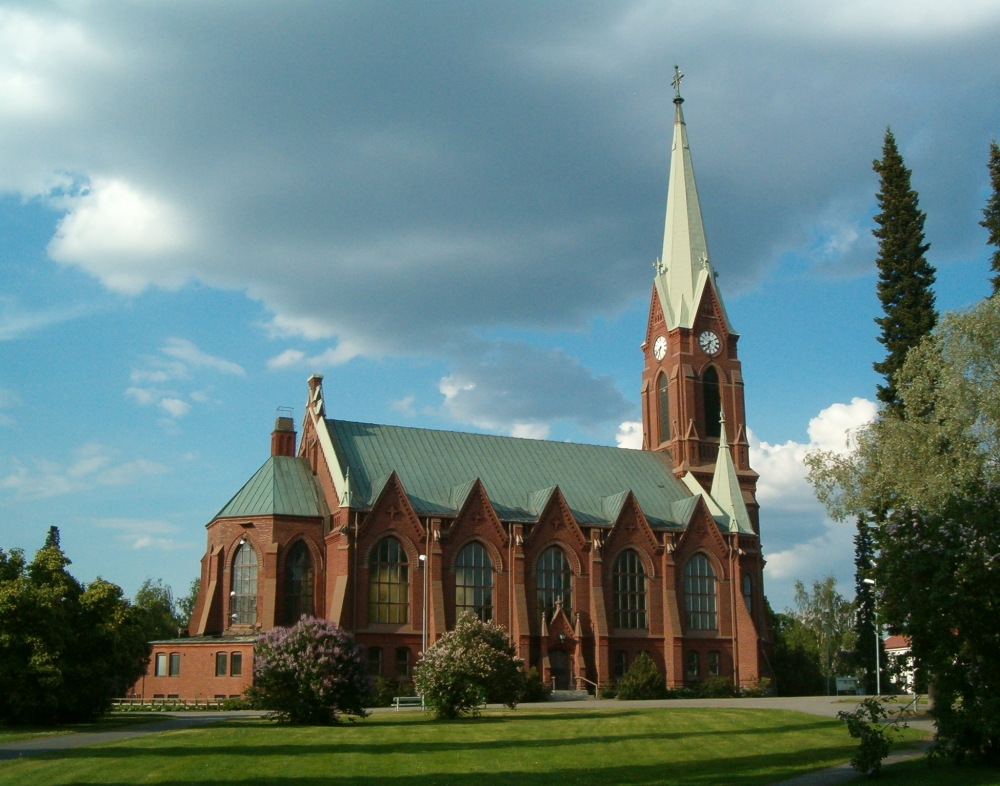
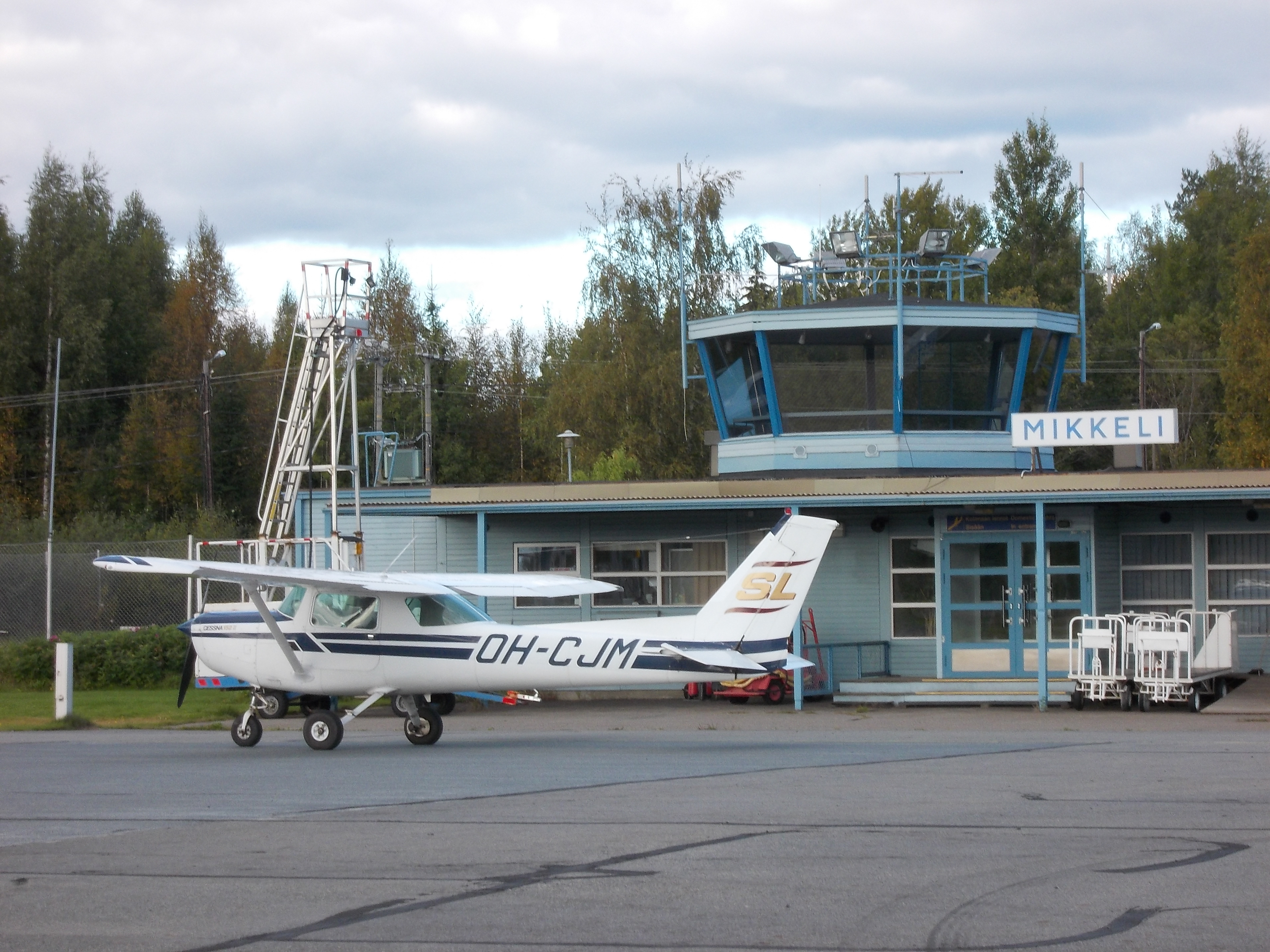